# 托迪雷什蒂鄉 (瓦斯盧伊縣)
46°51′N 27°22′E / 46.850°N 27.367°E
托迪雷什蒂鄉（羅馬尼亞語：Comuna Todirești, Vaslui），是羅馬尼亞的鄉份，位於該國東北部，由瓦斯盧伊縣負責管轄，面積39平方公里，海拔高度140米，2007年人口3,584，人口密度每平方公里92人。